# Pyrinia elfina
Pyrinia elfina är en fjärilsart som beskrevs av W. Warren 1894. Pyrinia elfina ingår i släktet Pyrinia och familjen mätare. Inga underarter finns listade.